# جولی برچیل
جولی برچیل (Julie Burchill) (زادهٔ ۳ ژوئیه ۱۹۵۹)، نویسنده‌ای اهل انگلستان است. او کار خود را به عنوان نویسنده در نیو موزیکال اکسپرس در سن ۱۷ سالگی آغاز کرده و از آن زمان به بعد با روزنامه‌هایی چون دیلی تلگراف، ساندی تایمز و گاردین همکاری نموده‌است. نوشته‌های وی که روزنامه آبزرور در ۲۰۰۲ میلادی آن‌ها را «به‌طور جسارت‌آمیزی صریح» و «معمولاً تعرضی» خواند، در چندین مورد منتج اقدام حقوقی علیه وی شده‌است. برچیل همچنین یک رمان‌نویس بوده و یک سریال تلویزیونی براساس رمان ۲۰۰۴ وی، شوگر راش، ساخته شده‌است.

## دوران کودکی و تحصیلات
جولی برچیل در بریستول متولد شده و در مدرسه غیر-گزینشی دولتی بریسلنگتون آموزش دید. پدر وی یکی از فعالین اتحادیه کمونیستی بوده و در یک کارخانه مشروب سازی کار می‌کرد. مادر جولی شغلی در کارخانه ساخت جعبه مقوایی داشت. در ۲۰۱۰ میلادی، برچیل در مورد والدین خود نوشت: «من به خانواده‌ها زیاد اهمیت نمی‌دهم. من عاشق پدر و مادرم بودم، اما اگر صادقانه بگویم حالا که آن‌ها وفات نموده‌اند، زیاد دلتنگ شان نیستم»؛ با این حال، او سه سال بعد با چیزی که بیان داشت این گفته خود را تکذیب کرد، او گفت که نمی‌تواند به بریستول بازگردد، چون هر باری که او حرف‌زدن کسی را به لهجه بریستولی با والدینش می‌شنود، به وی یادآوری می‌کند که چقدر دلتنگ آن‌ها شده‌است. او به دانشگاه نرفت و دورهٔ پیش دانشگاهی را نیز تنها چند هفته بعد از پذیرفته شدن ترک نمود تا به نوشتن برای نیو موزیکال اکسپرس (NME) آغاز کند.

## حرفه نویسندگی و مجری‌گری

### در نیو موزیکال اکسپرس
او حرفه نویسندگی خود در نیو موزیکال اکسپرس (NME) را در سن ۱۷ سالگی در ۱۹۷۶ میلادی پس از این آغاز کرد که به یک آگاهی این روزنامه که در آن نوشته بود «ماجراجویان جوان و شیک» در مورد جنبش پانک که در آن‌زمان در حال ظهور بود بنویسند، (اتفاقاً با شوهر آینده‌اش، تونی پارسونز) پاسخ داد. او توانست با فرستادن یک «مدح» از آلبوم اسب‌های پتی اسمیت، این شغل را از آن خود نماید. او بعداً نوشت که حالا تنها موسیقی سیاه دوست دارد و بیان داشت: «زمانی که من در واقع یک موسیقی پانک را شنیدم، با خود فکر کردم، آه خدای من! این موسیقی نیست، این تنها داد زدن است». در حقیقت، او توانست نخستین آلبوم پانک در انگلستان، آلبوم فراخوان برای جوانان از گروه موسیقی بیگانگان با هم‌خوانیِ آدریان بورلاند که به‌طور خصوصی عرضه می‌گردید را تقبیح کند: «ادیِ گونه قرمز سیمای دارد که با رشک خود می‌تواند یک شیردوش دیوان را سبز بگرداند». آن‌گونه که او چندی بعد بیان کرد، از اقبال خوب وی، «پانک در عرض دو سال خاتمه یافت. این تنها ویژگی خوب آن بود». زمانی که او ۲۰ سال داشت، کار در نیو موزیکال اکسپرس را ترک نموده و شروع به نوشتن به عنوان نویسنده آزاد نمود تا بتواند در مورد موضوعات مختلف بنویسد، با این حال او هرگز نوشتن در مورد موسیقی پاپ را به‌طور کامل ترک نکرد.

### دهه ۱۹۸۰
کارفرماهای اصلی وی پس از ترک نیو موزیکال اکسپرس شامل روزنامه‌های فیس و سَندی تایمز بود، جای که او در مورد سیاست، موسیقی پاپ، مُد و اجتماع می‌نوشت و همچنین از ۱۹۸۴ تا ۱۹۸۶ به عنوان منتقد فیلم برای این روزنامه‌ها کار کرد. او بعداً در ۲۰۰۸ میلادی اذعان داشت که «بدون شرکت» در اکران فیلم‌ها، در مورد آن‌ها نقد سرهم می‌کرد و شوهر قبلی وی، کاسمو لاندسمان نیز اذعان نموده‌است که به نیابت از وی در اکران‌ها شرکت می‌کرد.
در جریان جنگ فالکلند در ۱۹۸۲ میلادی، برچیل استدلال نمود که یکه‌تازی جنرال گالتیری، شر بزگتری را متوجه می‌ساخت. او جستارهای به حمایت از مارگارت تاچر می‌نوشت. هم‌دلی وی با تاچر به وی کمک کرد تا ستونی در روزنامه دَ میل آن سندی به‌دست بی‌آورد، اما او در ۱۹۸۷ میلادی برخلاف خط سیاسی معمول این روزنامه حرکت نموده و از خوانندگان خود اکیداً درخواست نمود تا به حزب کارگر رأی دهند. هرچند او ادعا می‌کند که د میل آن سندی را می‌پسندد، او در ۲۰۰۸ میلادی در مورد روزنامه‌نگارانِ دیلی میل گفت: «همگی می‌دانند که سریال هاکس فقط دسته بزرگی از زناکاران هستند، بدترین رفتار در جهان – و بعد شما در دیلی میل افرادی را دارید که به نحوی می‌نویسند که گویا آن‌ها قائم مقام کشیشان باشند… داوری اخلاقی در مورد مادران تنها و چه چیزهای دیگری».

### دهه ۱۹۹۰ میلادی
برچیل به‌طور مکرر و صادقانه در مورد رابطه خود با مواد مخدر حرف زده‌است، او می‌نویسد که «به حدی در دماغ گُنده خود کوکائین می‌ریخت که برای بیهوش کردن کل نیروهای مسلح کلمبیا کافی بود». او بیان داشت که «به عنوان کسی که از کمرویی مزمن و سقف پایینِ خستگی رنج می‌برد… من فقط نمی‌توانم تصور کنم من هیچ‌گاهی بدون [کوکائین] می‌توانستم هیچ‌گونه زندگی اجتماعی داشته باشم، این‌که من به عنوان ملکه گروچو کلب در یک قسمت اعظم دهه ۱۹۸۰ و ۱۹۹۰ پادشاهی می‌کردم را کنار بگذارید». هرچند برچیل به‌طور مکرر زندگی شخصی خود را به نوشته‌هایش کشانده، اما زندگی شخصی وی به موضوعی برای نظریات عامه مبدل گردیده‌است، به‌ویژه در جریان این دوره که «هر چیزی مرتبط با او – ازدواج‌هایش، شهوت‌رانی‌اش، کودکانش – ظاهراً به خبر مبدل می‌شدند».
در ۱۹۹۱ میلادی، برچیل همراه با لاندیسمان و توبی یانگ، یک مجله کم-عمر به‌نام مدرن رویو را پایه‌گذاری کردند که از طریق آن او با شارلوتی ریوین آشنا شده و همراه وی رابطی داشت که توجه همگان را جلب کرد. او در مصاحبه‌ای با لین باربر در ۲۰۰۴ میلادی گفت، «[من] تنها برای شش هفته در ۱۹۵۵ میلادی هم‌جنس‌گرا بودم»، یا در مقاله‌ای در ۲۰۰۰ میلادی اظهار داشت، «شش ماه بسیار لذت‌بخش همجنس‌گرایی من». این مجله که با شعار «فرهنگ فرودست برای اندیش‌مندان» آغاز به کار کرده بود، تنها تا ۱۹۹۵ میلادی، زمانی که برچیل و همکاران وی ورشکسته شدند، دوام آورد. این مجله برای مدتی کوتاهی در ۱۹۹۷ توسط بروچیل به همکاری ویراستاری راوین، مجدداً احیا گردید. «جنگ فاکس» در ۱۹۹۳ میلادی میان برچیل و نویسنده کامیل پالیا که در مجله مدرن رویو منتشر می‌گردید، توجه بسیاری را به خود جلب کرد.
در ۱۹۹۵ میلادی، برچیل ستونی برای روزنامه تایمز تحت عنوان «من یک سلیطه هستم و افتخار می‌کنم» نوشت و در این مقاله استدلال نمود که زنان باید واژه «سلیطه» که برای تحقیر استفاده می‌شود، را اصلاح کنند. او نوشت: «بنا بر ماهیتی که این چیزها دارد، طی سال‌های اخیر، کسی که تحقیر شده‌است قدم‌های را برای پذیرفتن این تحقیرها برداشته اند؛ از این‌رو ما سیاه پوستانی داریم که همدیگر را «سیاه» می‌گویند، هم‌جنس بازهای داریم که به رسم تحقیر یکدیگر را «همجنس‌باز» می‌گویند و بعد ابله‌های کلاس-بالایی داریم که به خوشحالی یک دیگر را «هینری» صدا می‌زنند.
در ۱۹۹۶ میلادی، بازیگر، نویسنده، نمایش‌نامه نویس و کارگردان تئاتر استیون برکوف در رابطه به یکی از مقاله‌های برچیل که در روزنامه سندی تایمز منتشر گردیده و شامل نظریاتی بود که پیشنهاد می‌کرد برکوف «به‌طور ترسناکی زشت» است، به دادگاه در رابطه به این افترا شکایت نموده و برنده شد. قاضی فرمان داد که اقدامات برچیل باعث «تمسخر و تحقیر» وی شده‌است. آن‌گونه که خود برچیل می‌گوید، دهه ۱۹۹۰ یک دوره متلاطم برای وی بود:
من ورقه اخراجم از شغل بی‌درد سر خود در سندی اکسپرس را گرفتم، جای که بعداً پی‌بردم که لقب من «اسب کالیگولا» بوده‌است، چون بهترین دوستم – که برای مدت مختصری ویراستار بود – من را انتصاب نموده بود. برای نخستین‌بار در تمام دوره کاری درخشانم، هیچ‌کسی نمی‌خواست من را استخدام کند. به نحوی من خود را به‌طور خمیده وارد ستونی در روزنامه پیر و پاتالِ پانچ کردم – و بعداً از آنجا هم اخراج شدم! به یقین که سرانجام من به آخر خطِ افسانه‌ای خود رسیده بودم؟

### از ۲۰۰۰ تا ۲۰۰۴ میلادی
او که در فعالیتی، همراه با ویل سیلف و برخی دیگر، به عنوان یک استفاده‌کننده مواد مخدر صحبت می‌کرد، استفاده خود از مواد مخدر را هنگام دفاع از بازیگر دانیلا ویست‌بک به‌خاطر از دست دادن تیغه بینی‌اش به دلیل استفاده از کوکائین که در روزنامه گاردین در ۲۰۰۰ میلادی منتشر شده بود، تأیید کرد. روزنامه‌نگار دیبورا اور که در آن زمان با سیلف ازدواج کرده بود، در روزنامه ایندیپندنت از برچیل و مقاله وی به شدت انتقاد کرد: «او خود را به عنوان یک معتاد کوکائین نمی‌بیند، از این‌رو او هیچ ترحمی به خانم ویست‌بک ندارد». برای انتقام‌گیری از مقاله دیبورا اور، برچیل یک احساس عاشقانه نسبتاً طولانی مدت با ویل سیلف به نیت خشمگین کردن اور، پیدا کرد. در ژوئن ۲۰۰۰، نامه‌ای از دیبورا بوسلی که در آن زمان در گروچو کلاب سر پیش‌خدمت بود، در ایندیپندنت به نشر رسیده و باعث یک تکان اندک شد. بوسیلی که در آن زمان همسر ریچارد انگرامس، منتقد دیرین برچیل بود و به مقاله‌ای که توسط یونی رابرتس نوشته شده بود پاسخ داده و بیان داشت که هنگامی که برچیل در گروچو مخفی شده بود، تنها «یک پرنده چاق با کت ضدآب نیلی بود که در یک کنج می‌نشست».
در سال بعدی، اثر وی تحت عنوان برچیل در مورد بکام (۲۰۰۱ میلادی) که یک کتاب کوتاه در مورد نظریات برچیل پیرامون زندگی، حرفه و رابطه دیوید بکام با ویکتوریا بکام بود، «بدترین نظریات را پس از اثر هی دی از آرچر» به خود جلب کرد. یکی از منتقدان نوشت، «اگر برچیل در مورد فوتبال می‌نویسد، پس جیمی هیل باید در مورد بحث‌های فیمنیستی بنویسد». رابرت وایندر در روزنامه نیو استیتسمان نوشت: «این کتاب، در چارچوب برچیل برای تحسین طبقه کارگر به خوبی جا می‌افتد؛ برچیل، بکام را به عنوان یک نماد ضد بی‌فرهنگی از ارزش‌های طبقه کارگر معرفی می‌کند – بکام او را به‌یاد مردان مغرور دوران کودکی‌اش که «نمونه‌ای از سخاوت، پشتکار و نجابت» بودند، می‌اندازد.
تا ۲۰۰۳ میلادی، برچیل برای پنج سال هر هفته یک ستون در روزنامه گاردین می‌نوشت. او در ۱۹۹۸ میلادی توسط اور، زمانی که به عنوان ویراستار در ضمیمه گاردین ویک‌ایند کار می‌کرد و حرفه برچیل دچار مشکل بود، در این روزنامه انتصاب گردید؛ چون برچیل پس از احیای مجدد روزنامه پانج از آنجا اخراج گردیده بود. برچیل به‌طور مکرر از دیبورا اور برای نجات دادنش، سپاس‌گذاری نمود. یکی از مقالاتی که او در گاردین نوشت، در واکنش به قتل مجری تلویزیونی بی‌بی‌سی به‌نام جیل داندو در ۱۹۹۹ میلادی بود. وی تکانِ قتل داندو را به یافتن یک «رتیل پشمالو در سبد پُر از توت فرنگی» مقایسه کرد. در ۲۰۰۲ میلادی، او به سختی توانست از محاکمه به اتهام ترغیب برای تنفر نژادی فرار کند، چون «او در یک ستون روزنامه گاردین، ایرلند را مترادف با کودک آزاری، هم‌دلی با نازی و ستم بر زنان» توصیف کرده بود. برچیل در مدت زمان حرفه‌ای خود چندین بار عواطف ضد ایرلندی از خود بروز داده بود، او در روزنامه تایم اوت مقیم لندن اعلام نمود که «من از ایرلندی‌ها متنفر هستم، چون فکر می‌کنم آن‌ها رقت‌انگیز هستند».
او از جنگ در عراق حمایت نموده و در ۲۰۰۳ میلادی در روزنامه گاردین نوشت که او «طرف‌داری یک جنگ کوچکِ فعلی نسبت به یک جنگ بدتر در آینده» است و آن‌های که مخالف جنگ بودند را با برچسب «توجیه‌گران طرف‌دار صدام» به انتقاد گرفت. او موضع خود را بیان داشت «این جنگ برای آزادی، عدالت – و نفت» است توجیه نموده و اظهار داشت که چون بریتانیا و ایالات متحده به عراق سلاح فروخته بودند، حالا «این مسئولیت ما است تا با عمل‌کرد همانند شیر و پایان کردن شر صدام، آزمندی و جهل خود را جبران کنیم».
برچیل روزنامه گاردین را به تلخی ترک نموده و بعداً در مصاحبه بیان داشت که آن‌ها برای من به‌جای ازدیاد حقوق، یک نیمکت مبلی پیشنهاد کردند. او اظهار داشت که این روزنامه را در اعتراض به آنچه وی «یهود ستیزی» خواند، ترک کرده‌است.

### از ۲۰۰۵ تا ۲۰۰۹ میلادی
برچیل یکی از نخستین منتقدان رسمِ کوچک شمردن افراد طبقه اجتماعی پایین‌تر با زدن برچسب کولی «چاوها» نسبت به آن‌ها بود. در ۲۰۰۵ میلادی، او مستند شبکه اسکای وان در دفاع از چاوها را ارایه کرد. او در مصاحبه‌ای با دیلی تلگراف در آن زمان اظهار داشت که، «مسخره کردن کسانی که نسبت به شما در وضعیت بدتری قرار دارند، اصلاً شوخی نیست. این رقت‌انگیز، بزدلانه و زور گویی است». «این کار نشانه از خود بیزاری است. … طبقه متوسط نمی‌توانند افرادی را که از آن‌ها بیشتر خوشحال هستند تحمل کنند، از این‌رو آن‌ها به چاوها برای چیزهای مانند پوشیدن جواهرات ارزان قیمت می‌تازند. این حسادت است، ژوئن آن‌ها در درون خود باور دارند که چاوها نسبت به آن‌ها بهتر هستند. آن‌ها حتی زیباتر هم هستند».
پس از ترک روزنامه گاردین، او در اوایل ۲۰۰۵ میلادی به روزنامه تایمز رفت، روزنامه‌ای که حاضر بود، تقاضاهای وی را برآورده ساخته و حقوق قبلی وی را دو برابر کند. چندی پس از آغاز ستون هفتگی خود در آنجا، او به جرج گلووی اشاره کرد، اما ظاهراً او را با نماینده پیشین پارلمان، ران براون اشتباه گرفته و زشت‌کاری‌های براون را به گالووی نسبت داد، «او اعراب را ترغیب کرد تا با نیروهای بریتانیای در عراق بجنگند». او در ستون خود عذرخواهی نموده و روزنامه تایمز غرامتی را که گفته می‌شود ۵۰٬۰۰۰ پوند بوده‌است، پرداخت کرد.